# HAX1
HAX1‏ (HCLS1 associated protein X-1) هوَ بروتين يُشَفر بواسطة جين HAX1 في الإنسان.